# Hardy Boys

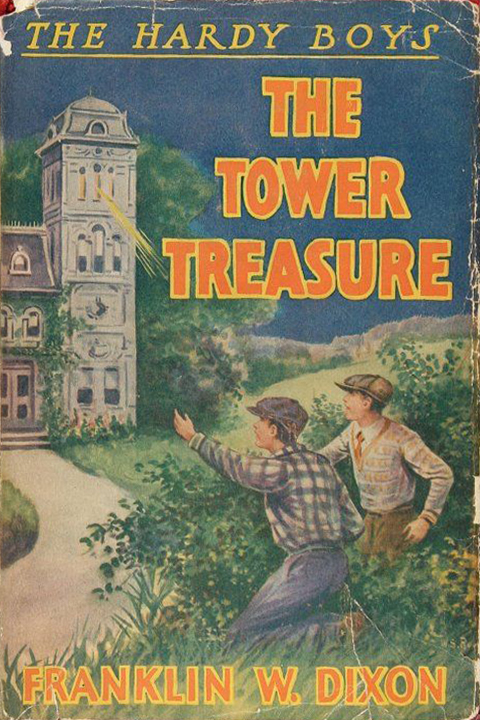
Einband der ersten Ausgabe, 1927

Die Hardy Boys ist eine Kriminalromanserie für Jugendliche, die seit dem Jahr 1927 besteht und besonders in den Vereinigten Staaten große Bekanntheit besitzt. Sie handelt von den Abenteuern der Brüder Frank und Joe Hardy. Die Hardy Boys sind in mehr als 25 Sprachen übersetzt worden. Der erste Band stand 2001 an 55. Stelle der meistverkauften Kinder- und Jugendbücher, er war 2.209.774 Mal verkauft worden.

## Entstehung

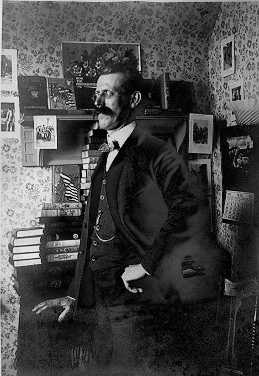
Edward Stratemeyer

Die ursprüngliche Hardy-Boys-Serie wurde vom Stratemeyer Syndicate produziert, von Grosset & Dunlap veröffentlicht und von vielen verschiedenen Autoren als Ghostwriter unter dem Pseudonym Franklin W. Dixon zwischen 1927 und 1979 geschrieben. Die Autoren mussten sich dabei an Vorlagen von Edward Stratemeyer, seiner Tochter Edna C. Stratemeyer, Edna Squier, Harriet S. Adams und Andrew E. Svenson halten.
Hauptautor war Leslie McFarlane, der 20 der Hardy-Boys-Bücher schrieb. Weitere Autoren waren Andrew E. Svenson, Vincent Buranelli, John Button, Harriet S. Adams, James Duncan Lawrence, William Dougherty, James Buechler, George Waller Jr., Richard Cohen, John Almquist, Alistair M. Hunter, David Grambs, Tom Mulvey und Jerrold Mundis.
Von 1959 an wurden die veralteten ersten Folgen der Romanreihe komplett überarbeitet, um sie für eine neue Generation von Jugendlichen akzeptabel zu machen.
1979 wurden die Rechte an Simon & Schuster verkauft und im Folgenden als Wanderer Hardy Boys (auch Digests) veröffentlicht. Die Zählung der Bände wurde jedoch fortgesetzt, als hätte sich nichts geändert, und auch viele der Autoren der ursprünglichen Serie blieben aktiv, bis die Reihe der gebundenen Bücher 1985 mit Band 85 schließlich ihr Ende fand.

## Charaktere und Handlung
Im englischen Original heißen die Hauptcharaktere Frank und Joe Hardy. Frank Hardy ist groß, 18 Jahre alt und dunkelhaarig. Joe (bzw. Jan) Hardy ist 17 Jahre alt, blond, blauäugig, ungestüm und tatkräftig. Beide fahren Motorrad.
Sie wohnen in Bayport, einer Stadt, die nahe an der Küste des Atlantischen Ozeans liegt. Es wird angenommen, dass das fiktive Bayport an Bayport im Staat New York angelehnt ist.
Ihr Vater, Fenton Hardy, ist ein international bekannter Detektiv und gibt seinen Söhnen manchmal die Erlaubnis, ihm bei seinen Fällen zu helfen, z. B. indem sie jemanden beobachten. Er ist dünn und athletisch gebaut und fährt eine schwarze Limousine. Er wohnt mit seiner Frau und seinen Söhnen zusammen.
Chet Morton ist ein Freund der Hardy Boys. Er isst gerne und ist deshalb auch eher kompakt gebaut. Er bastelt gerne an Maschinen herum und frisiert Motoren.
Iola Morton ist Chets hübsche, dunkelhaarige Schwester und beste Freundin der blonden, braunäugigen, mutigen Callie Shaw, an der Frank Hardy interessiert ist.
Biff Hooper ist ein weiterer Freund der Hardy Boys. Er und Chet Morton werden in die Lösung von Kriminalfällen miteinbezogen. Er ist schmächtig und kann schnell rennen und springen.
Zusammen lösen sie Kriminalfälle, wobei die Handlung mit einem Minimum an Gewalt auskommt.

## Taschenbuchreihen
Nach dem Ende der Hardy-Boys-Buchreihe als gebundene Bücher wurden erst 1987 neue Hardy-Boys-Bücher als Taschenbücher produziert. Die neue Reihe wurde Hardy Boys Casefile genannt und der bis jetzt letzte Band 127 wurde 1998 herausgegeben. In den Casefiles ändert sich die fiktive Welt der Hardy Boys; es gibt mehr Gewalt, die Figuren ändern sich. Iola Morton, die Schwester von Chet Morton, wird im ersten Band durch eine Autobombe getötet.
Gleichzeitig, seit 1988, existiert die Reihe Nancy Drew & Hardy Boys Supermystery, in der die Hardy Boys mit der emanzipierten jugendlichen Detektivin Nancy Drew zusammenarbeiten. Der letzte Band der Supermysteries erschien ebenfalls 1998.

## Kulturelle Rezeption
- Charles F. Haas produzierte die erste Fernsehserie über die Hardy Boys 1956.[8]
- 1957 gab es gleich die nächste Serie, diesmal von R. G. Springsteen.[9]
- 1969 wurde ein Zeichentrickfilm mit Charakteren der Buchreihe gedreht.[10]
- Von 1977 bis 1979 gab es in den USA eine Fernsehserie mit den Charakteren der Buchreihe.[11]
- 1995 gab es eine Fernsehserie, in der die Hardy Boys erwachsen geworden zu sein scheinen.[12]
- Die 2006 in den USA zum ersten Mal gesendete Folge Mystery of the Urinal Deuce (deutscher Titel „Scheiß Paranoia“, Erstausstrahlung 2007) der Trickfilmserie South Park enthält eine Persiflage in Form der Hardly Boys (auf Deutsch: „Fast keine Jungen“).[13]
- Der Computerspielehersteller JoWooD brachte 2008 ein Adventure mit Motiven aus The Hardy Boys heraus. Es ist nach der Buchserie benannt, The Hardy Boys: The Hidden Theft.[14] 2008 gewann das Spiel den Just the Best-Preis der Wiener Spiele-Akademie im Rahmen des Ultimate Games Award 2008.[15] Das Spiel hat auch eine Seite auf der Internet Movie Database, weil die Figuren von bekannten amerikanischen Schauspielern gesprochen werden.[16]
- In der Serie Only Murders in the Building war die von Selena Gomez gespielte Figur als Jugendliche ein Fan der „Hardy Boys“, weshalb sie als junge Frau selbst einen Kriminalfall löst.